# Hyvä-Valkeainen
Hyvä-Valkeainen och Paha-Valkeainen, eller Valkeainen eller Valkeaiset är sjöar i Finland. De ligger i kommunen Posio i landskapet Lappland, i den norra delen av landet, 700 km norr om huvudstaden Helsingfors. Hyvä-Valkeainen ligger 242,9 meter över havet. Den är 11 meter djup. Arean är 48,6 hektar och strandlinjen är 5,17 kilometer lång. Sjön  ingår i Ijo älvs huvudavrinningsområde. 